# 拟二叶飘拂草
拟二叶飘拂草（学名：Fimbristylis diphylloides）为莎草科飘拂草属下的一个种。

## 扩展阅读
維基物種上的相關：拟二叶飘拂草